# Anja Lenßen
Anja Lenßen  (* 23. August 1971 in Wuppertal) ist eine deutsche Theaterschauspielerin.

## Leben
Nachdem sie zunächst von 1990 bis 1993 Pädagogik an der Universität zu Köln studiert hatte, absolvierte Anja Lenßen von 1993 bis 1996 die Schauspielschule Theaterwerkstatt Mainz und erwarb das Schauspieldiplom mit Bühnenreife. Während der Ausbildung spielte sie 1995 am Staatstheater Wiesbaden das Lieschen und den Erzengel Raphael in der Darbietung von Goethes Faust. Nach weiteren Gastspielen am Zetteltheater Mainz 1995 und dem Theater Konstanz 1996 trat sie 1998 am Theater Zeitz und in Österreich am Landestheater Linz auf. Anschließend ging sie nach Frankfurt am Main, wo sie am Theaterhaus Frankfurt und am Theater Grüne Soße spielte. Ihr erstes längerfristiges Engagement erhielt sie am Theater Nordhausen, wo sie zwischen 2000 und 2002 unter anderem die Eve in Der zerbrochne Krug von Heinrich von Kleist spielte. Von 2003 bis 2010 gehörte sie zum Ensemble des Landestheaters Coburg. Hier trat sie als Johanna in Friedrich Schillers Die Jungfrau von Orleans, als Julia in Shakespeares Romeo und Julia und als Katherina in Shakespeares Der Widerspenstigen Zähmung auf. In dieser Coburger Zeit entwickelte sich ihre Freundschaft zu der Autorin Sabine Friedrich, die Anja Lenßen ihren Roman Immerwahr, eine Geschichte über die deutsche Chemikerin Clara Immerwahr, widmete. Gemeinsam mit ihr entwickelte Friedrich das auf dem Roman basierende Schauspiel Immerwahr – Stück für eine Frau in zwölf Rollen, in dem Anja Lenßen 2007 unter der Regie von Sven Ruppert alle zwölf Rollen selbst spielte. Sie wurde mit dieser Produktion auch zu den Jüdischen Kulturtagen in München eingeladen. Nach einem kurzen Gastspiel am Theater Lüneburg gehört sie seit der Spielzeit 2011 zum festen Ensemble des Staatstheaters Meiningen. Hier trat sie unter anderem als Alkmene in Heinrich von Kleists Amphitryon und in den Titelrollen der Iphigenie auf Tauris von Johann Wolfgang von Goethe, der Phädra von Jean Racine und als Danton in Georg Büchners Dantons Tod auf. Zuletzt (Stand 2024) spielte sie unter anderem die Elisabeth in Schillers Maria Stuart und die Spelunken-Jenny in der Dreigroschenoper von Bertolt Brecht und Kurt Weill.

## Film und Fernsehen
2016 spielte Anja Lenßen in einer Folge der Fernsehserie In aller Freundschaft – Die jungen Ärzte (Folge 64: Wer bist du wirklich? – Staffel 2, Episode 22) an der Seite von Roy Peter Link und Katharina Nesytowa die Rolle der Ordensschwester Agnes. Im selben Jahr hatte sie eine Rolle im Kurzfilm Bagage der Berliner Regisseurin und Drehbuchautorin Polina Horosina, an der Seite von Uwe Preuss.

## Musikalische Projekte
Neben der reinen Bühnenschauspielerei tritt Anja Lenßen immer wieder mit musikalischen Projekten in Erscheinung. Sie spielt Akkordeon, Flöte, Keyboard und Klavier. Sie tritt mit einer eigenen Tango-Formation auf, in der sie singt und rezitiert. Darüber hinaus hat sie Auftritte als Sängerin, Keyboarderin und Akkordeonspielerin in wechselnden Band- und Chanson-Programmen. Ihr Liederabend Hildegard Knef – Eine Femmage, die sie mit ihrem Pianisten Jan Reinelt und der Regisseurin Anne Spaeter erarbeitete, wurde bereits mehrfach auch überregional präsentiert. Meine Herren! ist ein von Lenßen entwickeltes Brecht-Solo. 2024 feierte das von ihr geschriebene Else Lasker-Schüler-Programm Meinwärts Premiere, in dem sie neben der Pianistin Virginia Breitenstein spielt.

## Privates
Anja Lenßen ist mit ihrem Schauspieler-Kollegen Vivian Frey verheiratet, der ihr 2012 ans Staatstheater Meiningen folgte. Seit ihrer Heirat trägt sie den bürgerlichen Namen Anja Frey. Sie ist Mutter von zwei Kindern.